# Podotremata
Die Podotremata sind eine Untergruppe der Krabben, manchmal auch als „primitive Krabben“ bezeichnet, bei denen die Geschlechtsöffnung (Gonopore) bei beiden Geschlechtern im Bereich des Hüften (Coxa) liegt, bei Weibchen an der des 3., bei Männchen an der des 5. Schreitbeins, was sie von den anderen beiden diesbezüglichen Gruppen, den Thoracotremata und den Heterotremata unterscheidet. Zur Gruppe gehören vier Überfamilien, 11 Familien, 95 Gattungen mit 393 Arten.
Die Monophylie der Podotremata wird mittlerweile stark angezweifelt. Ahyong et al. (2007) und Grave et al. (2009) ersetzten sie daher durch drei Sektionen: Dromiacea (ohne Raninoidea und Cyclodorippoidea), Raninoida und Cyclodorippoida, so dass sich folgendes Kladogramm ergibt:
|  | Raninoida       |
|  |                 |
|  | Cyclodorippoida |
|  |                 |

|  | Heterotremata  |
|  |                |
|  | Thoracotremata |
|  |                |

|  | Raninoida       |
|  |                 |
|  | Cyclodorippoida |
|  |                 |

|  | Heterotremata  |
|  |                |
|  | Thoracotremata |
|  |                |

|  | Raninoida       |
|  |                 |
|  | Cyclodorippoida |
|  |                 |

|  | Heterotremata  |
|  |                |
|  | Thoracotremata |
|  |                |

|  | Raninoida       |
|  |                 |
|  | Cyclodorippoida |
|  |                 |

|  | Heterotremata  |
|  |                |
|  | Thoracotremata |
|  |                |

## Merkmale
Der Carapax ist formvariabel und meist länger als breit. Eine Linea brachyura ist bei Dromiidae, Dynomenidae, Raninidae, Cyclodorippidae und Phyllotymolinidae ausgebildet, die Linea homolica ist bei Homolidae komplett und bei den Latreilliidae nur teilweise vorhanden, bei den Poupiniidae fehlt eine Häutungslinie. Die Scheren sind meist gleich groß. Die Coxa der Scherenbeine berührt nie die Basis des Merus. Die ersten beiden Schreitbeine (P2 und P3) sind zum Laufen, Schwimmen oder Graben ausgelegt, P4 und 5 dagegen meist kleiner, weiter rückenwärts positioniert und oft zum Tragen vpon Objekten modifiziert. Die paarige Spermathek liegt intersternal, ihre Öffnung am distalen Teil von S7/8, manchmal nach vorn verlagert. Das Pleon bedeckt bei Männchen seitlich das thorakale Sternum setzt, außer bei Cyclodorippidae, Cymonomidae und Phyllotymolinidae, an der sterno-pleonalen Vertiefung an. Die beiden Hälften der endosternalen Phragmata des Achsenskeletts sind verschmolzen oder gelenkig verbunden, eine Sella turcica ist ausgebildet. S8 ist immer vorhanden, S7 und / oder S8 sind häufig deutlich nach oben abgebogen (hintere thorakale Kurvatur). Beide Geschlechter haben Pleon mit 6 Somiten plus Telson, manchmal sind zwei oder mehr Somiten verschmolzen.